# Microbathyphantes aokii
Microbathyphantes aokii is een spinnensoort in de taxonomische indeling van de hangmatspinnen (Linyphiidae).
Het dier behoort tot het geslacht Microbathyphantes. De wetenschappelijke naam van de soort werd voor het eerst geldig gepubliceerd in 1982 door Kendo Saito.